# 埃默灵 (埃伯斯贝格县)
埃默灵（德語：Emmering，發音：[ˈɛməʁɪŋ]）是德国巴伐利亚州上巴伐利亚行政区埃伯斯贝格县的市镇，面积17.23平方千米，2023年12月31日人口为1,505人。